# Tamba kebea
Tamba kebea är en fjärilsart som beskrevs av George Thomas Bethune-Baker 1906. Tamba kebea ingår i släktet Tamba och familjen nattflyn. Inga underarter finns listade i Catalogue of Life.